# Гіль Анатолій Якович
Анатолій Якович Гіль (нар. 23 серпня 1937) — український радянський діяч, міністр побутового обслуговування населення Української РСР, голова виконавчого комітету Краматорської міської ради депутатів трудящих Донецької області.

## Біографія
Трудову діяльність розпочав у 1956 році розточувальником Старокраматорського машинобудівного заводу Сталінської області.
Закінчив Краматорський індустріальний інститут, інженер-механік.
Член КПРС з 1962 року.
До грудня 1970 року — заступник, 1-й заступник голови виконавчого комітету Краматорської міської ради депутатів трудящих Донецької області.
У грудні 1970 — липні 1974 р. — голова виконавчого комітету Краматорської міської ради депутатів трудящих Донецької області.
У 1974—1979 р. — начальник Донецького обласного управління побутового обслуговування населення.
У 1979—1985 р. — заступник міністра побутового обслуговування населення Української РСР.
У 1985 — 5 червня 1987 р. — 1-й заступник міністра побутового обслуговування населення Української РСР.
5 червня 1987 — листопад 1990 р. — міністр побутового обслуговування населення Української РСР.
Займався комерційною діяльністю. Потім — на пенсії у місті Києві

## Нагороди
- орден Трудового Червоного Прапора
- медалі
- почесна грамоти Президії Верховної Ради Української РСР